# Joseph Van Ingelgem
Joseph Van Ingelgem (23 de janeiro de 1912 - 29 de maio de 1989) foi um futebolista belga que competiu na Copa do Mundo FIFA de 1934.